# 佐々木直
佐々木 直（ささき ただし、1907年（明治40年）5月19日 - 1988年（昭和63年）7月7日）は、日本の第22代日本銀行総裁。

## 略歴
父の任地、仙台市で誕生。釜山中学校（現釜山高等学校）、東京府立四中、第一高等学校を経て、東京帝国大学経済学部卒業（本位田祥男ゼミ）。日本銀行入行。戦前は総力戦研究所にも出向し，模擬内閣で日銀総裁役を務めた経験もある。
戦後、“日銀のプリンス”と称され、日銀総裁の座が近づいた時、池田勇人や、時の田中角栄蔵相らの意向で市中銀行（三菱）出身の宇佐美洵に総裁の座をさらわれ、日銀もすっかり大蔵省による金融行政の脇役に収まっていた。日銀副総裁時代には山一證券の破綻時、田中角栄の意向で日銀特別融資で乗り切り、さらに田中角栄内閣時代には日銀総裁を務めた。総裁在任中には、再三再四にわたり公定歩合引き下げ、積極財政路線を呑まされる形となり、狂乱物価の時代へと続いた。

## 経歴
- 1930年
  - 3月 東京帝国大学経済学部経済学科卒業[1]
  - 4月 日本銀行入行、書記、文書局[1]
  - 5月 計算局[1]
- 1932年10月 調査局[1]
- 1935年11月 名古屋支店[1]
- 1938年4月 外国為替局[1]
- 1939年12月～1940年11月 ロンドン駐在[1]
- 1941年
  - 1月 資金調整局[1]
  - 4月 総力戦研究所研究生[1]
- 1942年
  - 3月 総力戦研究所所員[1]
  - 7月 日銀調査局次長[1]
- 1944年5月 人事部次長[1]
- 1945年4月 総務部企画課長[1]（同年6月～9月まで兼総務課長[1]）
- 1946年6月 参事・人事部長[1]
- 1947年7月 総務部長[1]
- 1951年4月 営業局長[1]
- 1954年6月 日銀理事[1]
- 1962年4月 日本銀行副総裁[1]
- 1969年12月17日 日本銀行総裁[1]
- 1974年12月16日 日本銀行総裁退任[1]
- 1975年4月 経済同友会代表幹事[1]
- 1984年 初代金融情報システムセンター理事長（～1986年）[1]
- 1988年7月7日 逝去、享年81。

## 親族
- 父 佐々木藤太郎[4]（朝鮮総督府官僚）
- 妻 佐々木久寿子（日銀理事・司城元義の娘）[1]
- 子 佐々木元（日本電気元会長）
- 相婿・中村俊男 (実業家) ‐ 三菱銀行頭取